# HTC Desire 10 pro
HTC Desire 10 pro dual sim是手機公司宏達國際電子股份有限公司（HTC）2016年所發表的新一代智慧手機，屬於中階旗艦機型。

## 简介

### 外觀
HTC Desire 10 pro dual sim 外型源於裝飾藝術 Art Deco 潮流的啟發，以大膽、精準的幾何線條，展現出奢華與現代主義象徵的精神。HTC Desire 10 pro dual sim 以閃耀金屬光澤的框緣，優雅襯托並突顯手機的柔美霧面設計，搭載 5.5 吋 FHD 螢幕，覆蓋康寧玻璃，採用活潑大膽的外框線條，有華麗黑、繆思白、英倫藍及薄荷綠四種款式可選擇。HTC Desire 10 pro dual sim 機身背面的極速指紋辨識器，由各種不同角度辨識便可瞬間解鎖，讓你彈指間輕鬆掌控手機，可保護私密資料，還具備指紋拍照功能。此外，配備雙降噪麥克風，支援 HTC BoomSound profile，配戴耳機可深刻感受音樂的張力，滿足你對音樂的渴望。

### 硬件
HTC Desire 10pro dual sim 配置2,000 萬畫素 BSI 主相機，採用 F2.2 / 27.8mm，支援自動對焦、LED 補光燈，可拍攝清晰明亮的照片；同時搭載 1300 萬畫素前鏡頭， 搭配自動自拍、聲控自拍、瞬間美膚，具備極佳自拍品質。HTC Desire 10 lifestyle 32GB 前後鏡頭皆配備自動 HDR 功能，即使在低光源或高反差的環境中拍攝，亦能留下清晰不失真的影像。此外，內建 3,000mAh 電量，享有 5V/2A 充電技術，高達 20 天的待機表現，在高速效能運行下，仍讓你長時間享受拍照及上網的樂趣，不用擔心電力不夠的問題。。

### 软件
搭载Android 6.0搭載HTC Sense 操作介面。

## 售價
新台幣$12990